# La seconda missione di Bob Tanner
La seconda missione di Bob Tanner (The Spawn of Death Machine) è un romanzo di fantascienza scritto da Ted White, nel 1968. In Italia è edito anche con il titolo La macchina della morte.
Il romanzo, appartenente al filone della fantascienza post apocalittica, è il seguito di Nato d'uomo e di macchina con il quale costituisce il ciclo di Bob Tanner. 

## Trama
L'androide Bob Tanner si sveglia da un lungo sonno senza ricordare nulla di sé e delle vicende vissute nel precede romanzo. Si ritrova in un ambiente artificiale a lui sconosciuto. Una voce proveniente da un computer, il Com-Comp, lo informa di averlo riattivato con il compito di esplorare il mondo e di ritornare dopo un anno con informazioni sulle condizioni dell'umanità.
Bob esce all'esterno e con sollievo si ritrova in una foresta rigogliosa. Scorge in lontananza una città abbandonata e ricoperta da vegetazione; dai reconditi della memoria cancellata, riconosce New York e l'isola di Manhattan; il mondo è regredito. Dopo alcuni giorni passati a esplorare la città si imbatte in alcuni membri di una tribù. Viene catturato e fatto prigioniero da quelli che scopre essere cannibali. Grazie alla forza inumana di cui è dotato e utilizzando un laser letale che nei momenti cruciali riesce a far scaturire dalla bocca, uccide il capo tribù e fugge con una giovane e bella ragazza, Rifka. Insieme vagano per le regioni desolate dove Tanner si trova costretto a uccidere nuovamente degli animali per difendersi e nutrirsi.
Durante il peregrinare, fuggendo nuovamente da selvaggi inseguitori, i Kipsis, vengono accolti nella tribù di Rudo. Mentre sono ospiti, il villaggio viene assalito dai Kipsis; Bobe e Rifka collaborano alla difesa ma, al termine della battaglia, sospettati di essere stati l'inconsapevole causa dell'attacco nemico, vengono allontanati da Rudo che però decide di farli accompagnare da Avram, un esperto esploratore. Il gruppo si allontana dal villaggio verso ovest. Bob e Rifka dormono da tempo insieme ma tra i due non accade nulla. Bob infatti è incapace di avere pulsioni sessuali e, pur nutrendo affetto nei confronti di Rifka, ignora il significato e il motivo delle sue esplicite avances. Una notte Bob si allontana dall'improvvisato accampamento, attraversa un bosco e entra in una radura dove trova una casa in cui vive un anziano, Tom Greenwood, che gli racconta come la decimazione dell'umanità e la distruzione della civiltà siano state causate dalla Macchina della morte e dai suoi robot sguinzagliati per il mondo. Tornato nell'accampamento, Bob scopre con disappunto Rifka e Avram avvinghiati accanto al fuoco. La mattina dopo l'esploratore informa Bob che lui e la ragazza avrebbero d'ora in avanti dormito insieme. Bob, geloso senza tuttavia saper bene definire quel nuovo sentimento mai provato prima, decide di proseguire il viaggio da solo. Dopo alcuni giorni viene fermato da quattro uomini armati che lo costringono verso un nuovo insediamento costruito sulle rovine della città di Mercer (Pennsylvania): New Mercer. Condotto alla presenza del Sindaco, viene affidato alle cure della giovane Margot, che tenta in ogni modo di convincerlo a rimanere per sempre nella città. Il piano degli abitanti di New Mercer, infatti, prevede di scoraggiare i visitatori ad abbandonare la città, privandoli se necessario della libertà, così da non far trapelare all'esterno notizie dell'esistenza della città. Insensibile alle profferte sessuali della ragazza, Bob vuole in ogni caso proseguire il viaggio. Il giorno dopo scopre che Rifka lo aveva seguito fin dentro New Mercer e che era stata catturata e imprigionata. Tanner decide di liberarla e durante la fuga uccide le guardie utilizzando i suoi poteri artificiali. Finalmente lontani, Rifka confida a Bob di amarlo e durante la notte i due fanno l'amore.
Il viaggio prosegue rapido lungo un fiume grazie a una zattera costruita da Bob. Durante la navigazione si fermano ospiti di una coppia di coloni, Luke ed Emily, apparentemente gentili e ospitali. Rifka però subisce un tentativo di stupro da parte di Luke; la ragazza si difende con vigore evirandolo mentre Bob, aggredito dalla moglie sconvolta, è costretto a colpire Emily uccidendola. Rifka e Tanner riprendono il viaggio e si fermano per alcuni giorni in un grosso villaggio, Parkersburg. Gli abitanti si sono riorganizzati abbastanza bene grazie alla loro vocazione contadina e non hanno sofferto troppo gli eventi che altrove hanno devastato l'umanità. Bob decide di ripartire in fretta per assolvere alla missione di esplorazione affidatagli dal Com-Comp. Durante la navigazione una bufera di neve impedisce ai due di proseguire; mentre Bob attracca fortunosamente a riva, Rifka cade in acqua. Bob tenta di rianimarla ma la febbre alta mette in pericolo la vita della ragazza. Tanner riesce a trasportare la donna verso un'enorme cupola avvistata in lontananza. Una porta si apre e vengono fatti entrare all'interno di quella che si rivela essere una città altamente evoluta abitata da una popolazione di scienziati. Bob suscita subito la curiosità degli abitanti di New City che curano la febbricitante Rifka e sottopongono Bob a ipnosi regressiva. Durante la seduta Tanner riacquista la memoria degli eventi accaduti nel precedente romanzo, Nato d'uomo e di macchina, e con dolore apprende di essere stato lui stesso, con l'aiuto del Com-Comp ad aver sguinzagliato sulla terra gli androidi che avrebbero causato la devastazione e la regressione della civiltà. Il piano di Bob prevedeva di affrancare l'umanità dalla schiavitù delle macchine e di fargli così riacquistare la propria libertà, anche a discapito della vita di milioni di uomini. Bob si ricorda tutto, anche di Hoyden, la ragazza che aveva amato e che, disgustata di quello che Bob era diventato e della sua disumanità, lo aveva abbandonato.
Sconvolto dalla scoperta e afflitto dai sensi di colpa, Bob riprende il viaggio con Rifka che si scopre essere incinta. I due proseguono parte del viaggio in compagnia di Archer, un uomo che ha riattivato una ferrovia e viaggia in treno per i territori commerciando con le popolazioni. Durante il viaggio sfuggono a una rapina e giungono a Sequoia, il villaggio di Archer, abitato da una popolazione di indigeni telepatici che vivono in comunione con la natura. Mentre Rika partorisce, Bob, guardando il figlio appena nato, si rende conto di essere diventato un uomo a tutti gli effetti.
Trascorso l'anno Bob Tanner ritorna a New York dal computer per riferirgli gli avvenimenti accaduti durante il viaggio e i dati raccolti. Scopre che il Com-Comp aveva intenzione di riavviare le macchine che avrebbero assistito l'umanità e che ne avrebbero favorito rapidamente il progresso. Bob decide che la migliore decisione sia quella di lasciare che l'umanità si evolva senza aiuti esterni e, nonostante i forti sensi di colpa che l'attanagliano, decide di tornare a una vita normale con Rifka e con suo figlio.

## Personaggi
Robert "Bob" TannerL'androide protagonista del romanzo.
Com-CompIl computer senziente che risveglia Bob dal secolare sonno e gli affida il compito di raccogliere informazioni sull'umanità esplorando il mondo.
RifkaGiovane ragazza, membro di una tribù di cannibali. Fugge insieme a Bob e ne diventerà la compagna.
RudoCapo della tribù che concede asilo a Bob e a Rifka in fuga.
AvramEsploratore, membro della tribù di Rudo, abbandonerà il suo villaggio per accompagnare Bob e Rifka nel loro viaggio.
Tom GreenwoodUn anziano incontrato da Bob durante il viaggio che gli racconta dell'esistenza della Macchina della morte e della sua stirpe, ossia androidi costruiti per spargere morte distruzione nel mondo.
Il SindacoIl capo della città di New Mercer.
MargotLa ragazza che viene assegnata a Tanner dal Sindaco per convincerlo a rimanere nella città di New Mercer.
HoydenLa ragazza amata da Bob che, atterrita e disgustata dal cinico e insensibile piano dell'androide, lo aveva abbandonato.
BlackIl capo di New City che decide di dare asilo a Bob e di curare Rifka in pericolo di vita.
MeskinLo scienziato di New City che riuscirà a far ritornare la memoria a Bob.
ArcherL'uomo che ha riattivato una linea ferroviaria, Si sposta in treno commerciando con le popolazioni incontrate.

## Edizioni
- Ted White, La seconda missione di Bob Tanner, collana Urania n. 798, Mondadori, 1979.
- Ted White, La macchina della morte, collana Solaris Fantascienza n. 12, Garden Editoriale, 1988.